# Psephenoides gahani
Psephenoides gahani is een keversoort uit de familie keikevers (Psephenidae). De wetenschappelijke naam van de soort werd in 1920 gepubliceerd door George Charles Champion.